# ORF-Bataillon
Ein ORF-Bataillon ist ein Bataillon der operativen Reserve (Operational Reserve Forces) der NATO. ORF-Bataillone werden jeweils für die Dauer eines halben Jahres von Deutschland, Italien und Großbritannien bereitgehalten. Nach der Truppenreduzierung auf dem Balkan bei EUFOR und KFOR richtete die NATO diese operative Reserve ein, um auf Spannungen und Krisen rasch durch Verstärkung der Einsatzkräfte reagieren zu können.
Die ORF-Bataillone bereiten sich ebenso auf den Einsatz vor wie die Einsatzkontingente. Sie halten sich während der Dauer ihrer Abrufbereitschaft im Heimatland auf, üben kontinuierlich weiter und absolvieren in dieser Zeit mindestens ein so genanntes „Operation Rehearsal“, eine Übung im Einsatzland.

## Deutsche ORF-Bataillone
Ein deutsches ORF-Bataillon wird aus einem bestehenden Bataillon, teilweise mit Unterstützung durch Kräfte des Österreichischen Bundesheeres gebildet. Es besteht aus der Stabs- und Versorgungskompanie, drei Einsatzkompanien und zusätzlichen Verstärkungskräften wie Pionieren, Feldjägern, Sanitätern und Versorgungskräften. Von den Einsatzkompanien befindet sich eine mit dem Status „ready“ sofort verfügbar, die übrigen Einheiten mit dem Status „standby“ können auf Abruf innerhalb von zwei Wochen in das Einsatzland verlegen. Das Bataillon ist im Einsatz autark, es kann selbstständig in einem Raum operieren ohne sich auf andere Kräfte zu stützen.
Bisherige deutsche ORF-Bataillone waren
- 1. Juli 2003 – 31. Dezember 2003: Panzergrenadierbataillon 212
- 1. Januar 2004 – 30. Juni 2004: Panzergrenadierbataillon 401
- 1. Juli 2004 – 1. Januar 2005: Panzerbataillon 104, Panzergrenadierbataillon 122
- 1. Januar 2005 – 1. Juli 2005: Panzergrenadierlehrbataillon 92
- 1. Juli 2005 – 1. Januar 2006: Gebirgsjägerbataillon 233
- 1. Januar 2006 – 1. Juli 2006: Panzerbataillon 183
- 1. Juli 2006 – 1. Januar 2007: Panzerbataillon 104, Panzergrenadierbataillon 122, Panzerpionierbataillon 4
- 1. Januar 2007 – 1. Juli 2007: Panzergrenadierlehrbataillon 92 (+ 3./Panzerlehrbataillon 93)
- 1. Juli 2007 – 1. Januar 2008: Gebirgsjägerbataillon 232
- 1. Januar 2008 – 15. Juni 2008: Jägerregiment 1 (+ eine österreichische Kompanie aus Panzergrenadierbataillon 35 und Jägerbataillon 19)
- 16. Juni 2008 – 15. Dezember 2008: Panzerlehrbataillon 93 + eine österreichische Jägerkompanie
- 16. Dezember 2008 – 30. Juni 2009: Panzerbataillon 33 + 3./Jägerbataillon 25 des Bundesheeres
- 1. Juli 2009 – 31. Dezember 2009: Jägerbataillon 292 + eine Kompanie Artilleriebataillon 295 + eine Kompanie des österreichischen Panzergrenadierbataillons 13 + 1 Pionierzug der PzPiKp 550
- 1. Januar 2010 – 30. Juni 2010: Panzerbataillon 203 + 5. Batterie Raketenartilleriebataillon 132
- 1. Juli 2010 – 31. Dezember 2010: Panzerbataillon 104 + 6. Kompanie ABC-Abwehrregiment 750 + eine Kompanie des österreichischen Panzergrenadierbataillons 35
- 1. Januar 2011 – 30. Juni 2011: Flugabwehrlehrregiment 6 + eine Kompanie des österreichischen Jägerbataillons 25
- 1. Juli 2011 – 31. Dezember 2011: Raketenartilleriebataillon 132 + leichte ABC-Abwehrkompanie 110 + eine Kompanie des österreichischen Panzergrenadierbataillons 13
- 1. Januar 2012 – 30. Juni 2012: ABC-Abwehrregiment 750 + eine Kompanie Artilleriebataillon 295 +  österreichische Kräfte aus der 6. Jägerbrigade
- 1. Juli 2012 – 31. Dezember 2012: ABC-Abwehrregiment 750 + eine Kompanie ABC-Abwehrbataillon 7 (Großteil aus 3./Kompanie) + österreichische Kräfte
- 1. Januar 2013 – 30. Juni 2013: Gebirgsjägerbataillon 233 + 1 Pionierzug des Gebirgspionierbataillon 8

## Deutsche ORF-Bataillone im Einsatz
Ab Juli 2011 eskalierten die Spannungen an den Nordgrenzen und bald auch in weiten Teilen der Nordregion des Kosovo. Grenzbeamte der kosovarischen Regierung und EULEX-Angehörige wurden von Serben attackiert. Von August 2011 bis Dezember 2012 war das deutsche ORF-Bataillon im Norden im Einsatz.